# Přírodní a kulturní dědictví ochridského regionu
Přírodní a kulturní dědictví ochridského regionu je název lokality světového dědictví UNESCO. Jde o území o souhrnné ploše 947 km² vodní plochy Ochridského jezera a okolní krajiny, z toho 833 km² v Severní Makedonii a 114 km² v Albánii. Makedonská strana byla na seznam UNESCO zapsána v roce 1979, k rozšíření o albánskou část došlo v roce 2019. Důvodem zápisu byla jak výjimečnost jezera z hlediska biodiverzity, tak kulturní dědictví spojené s bohatou historií regionu.

## Přírodní aspekt
Ochridské jezero je jedním z nejhlubších a nejstarších jezer v Evropě, s unikátním vodním ekosystémem s více než 200 endemickými druhy fauny a flóry. Nachází se v mezihorském tektonickém příkopu. Vzniklo před 3 až 4 miliony let v období třetihor. Voda přitéká do jezera podzemní řekou přes krasové dutiny v pohoří Galičica (jeho západní svahy spadají do plochy chráněné UNESCEM) z výše položeného Prespanského jezera. U města Struga odtéká řeka Černý Drin do Jaderského moře. 
I přes narůstající intenzitu eutrofizace je jezero tzv. oligotrofní, charakterizované nízkým obsahem živin rozpuštěných ve vodě. Je přírodním muzeem s množstvím endemických starých druhů, blízce příbuzných s vyhynulými pravěkými druhy. Jeho geografická izolace a neměnné přírodní podmínky zachovaly v pelagiálu velké množství sladkovodních organismů s původem sahajícím až do období třetihor. Podobně jako u jezer Bajkal a Tanganika žije v jezeře řada endemických druhů pokrývající všechny stupně potravního řetězce: fytoplankton, zooplankton, vodní řasy, houby, rostliny, dále ploštěnci, sladkovodní korýši a měkkýši. Mezi zdejší ryby patří např. plotička albánská, pstruh letnica a pstruh ochridský.
Vodní plocha je významná i pro stěhovavé ptactvo - vyskytují se zde např. pelikán kadeřavý, pelikán bílý, kormorán velký eurasijský, kormorán malý, kormorán chocholatý, potápka černokrká, zrzohlávka rudozobá či polák malý. 

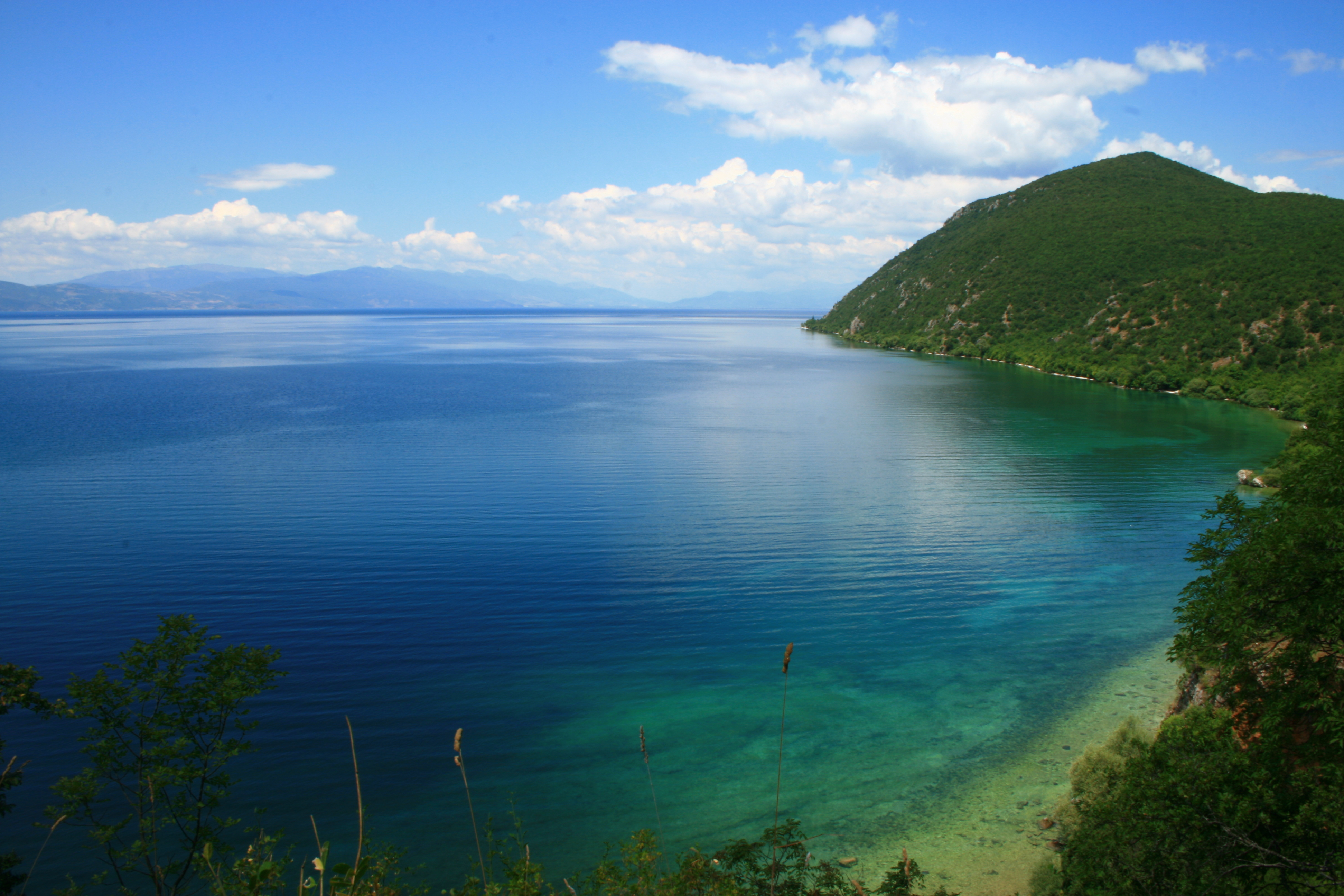
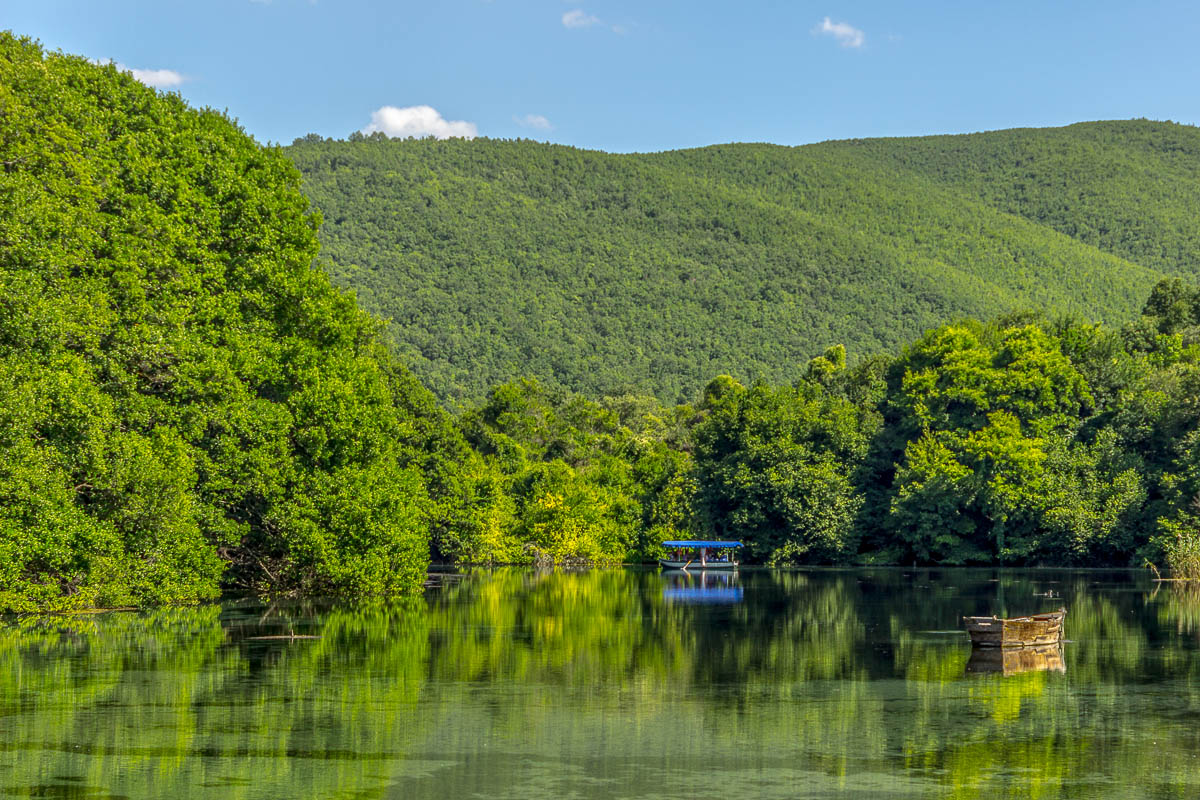
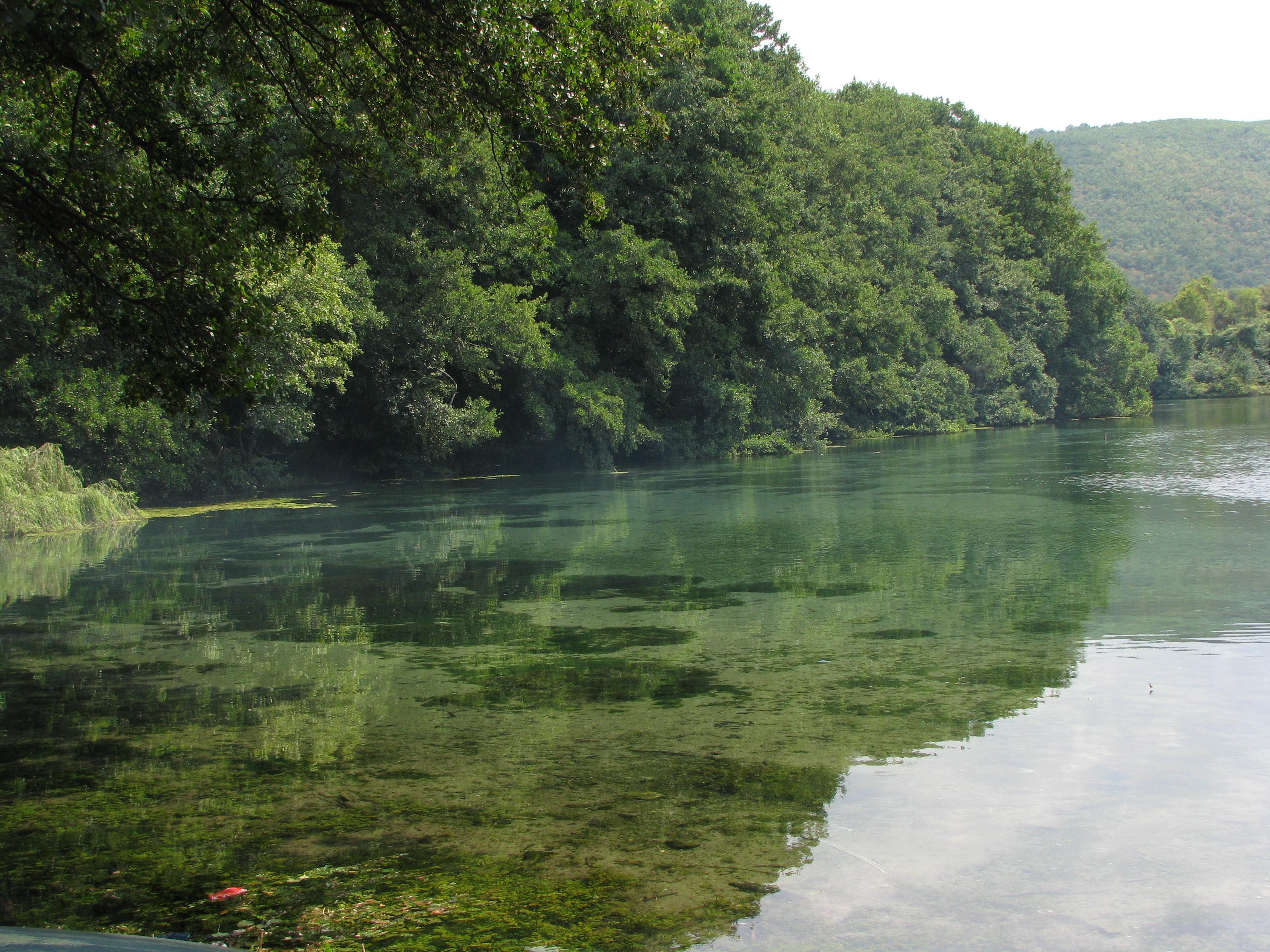
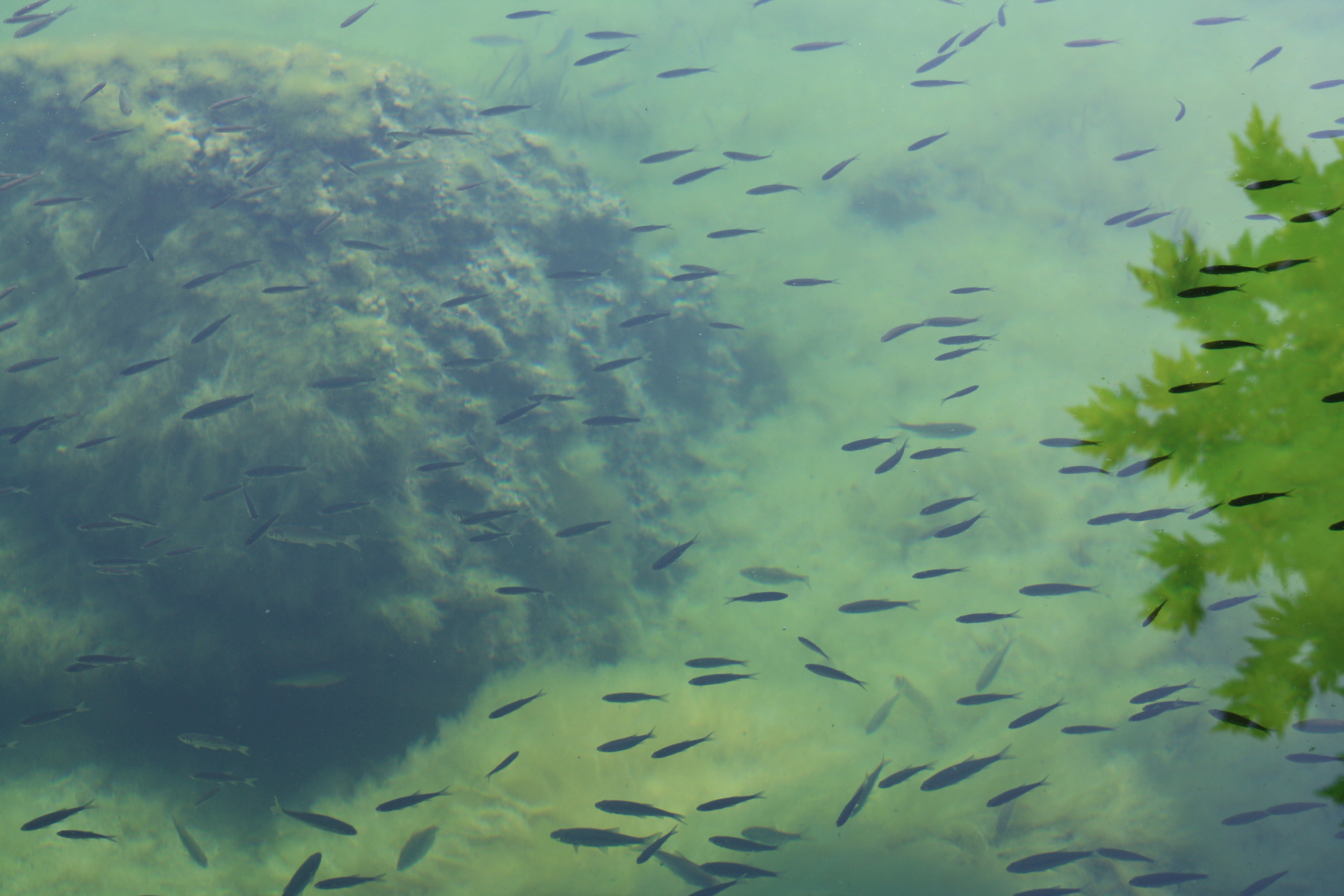

## Kulturní aspekt
Na pobřeží jezera, především ve městě Ochrid a jeho okolí, se nachází řada byzantských a raně křesťanských staveb. Tzv. literární ochridská škola v čele s Klimentem Ochridským byla v 9. a 10. století vzdělanostním centrem první bulharské říše. Sakrální stavby vzkvétaly i během osmanské nadvlády a jsou vyzdobeny více než 800 ikonami namalovanými mezi 11. a koncem 14. století v jedinečném stylu, který tvoří umělecký most mezi byzantským a italským uměním. Nejvýznamnější stavby makedonské pravoslavné církve jsou mimo jiné klášter svatého Klimenta a Pantelejmona, klášter svatého Nauma, kostel svaté Sofie v Ochridu, kostel sv. Jovan Kaneo a pozůstatky raně křesťanské baziliky v Linu. Mezi další historické budovy patří Samuelova pevnost (10. století) či antické divadlo (2. století před naším letopočtem). 

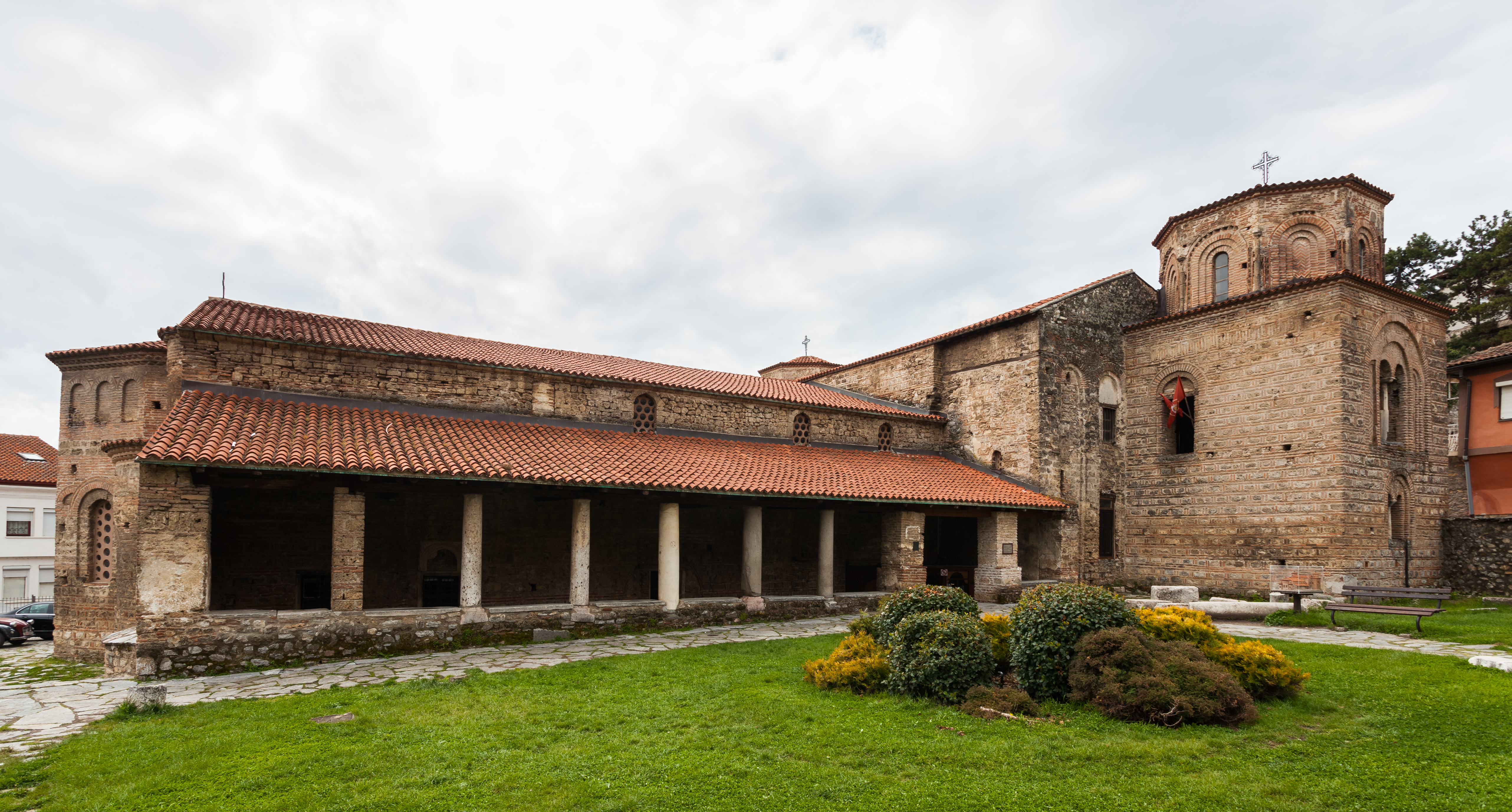
kostel svaté Sofie
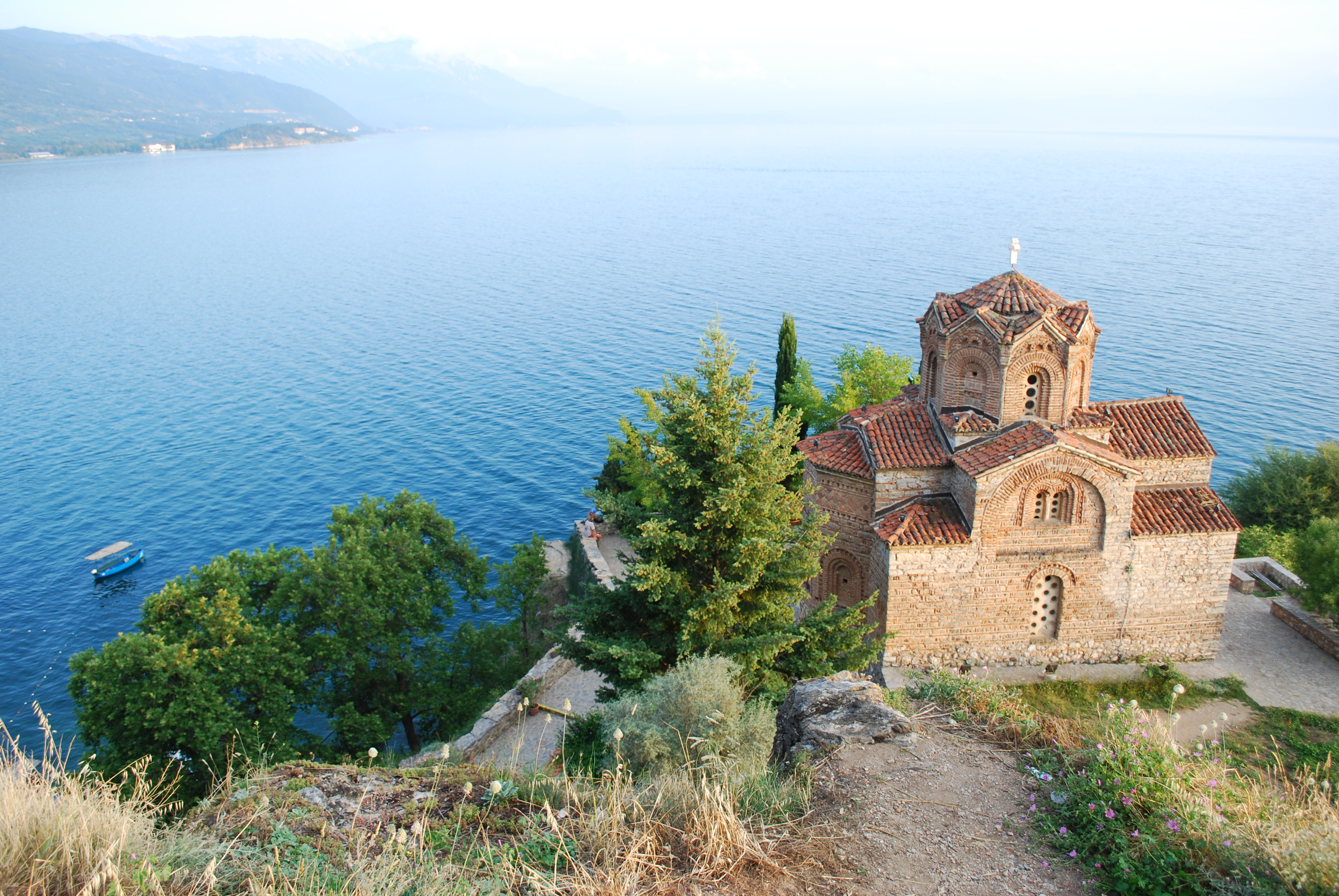
kostel sv. Jovan Kaneo
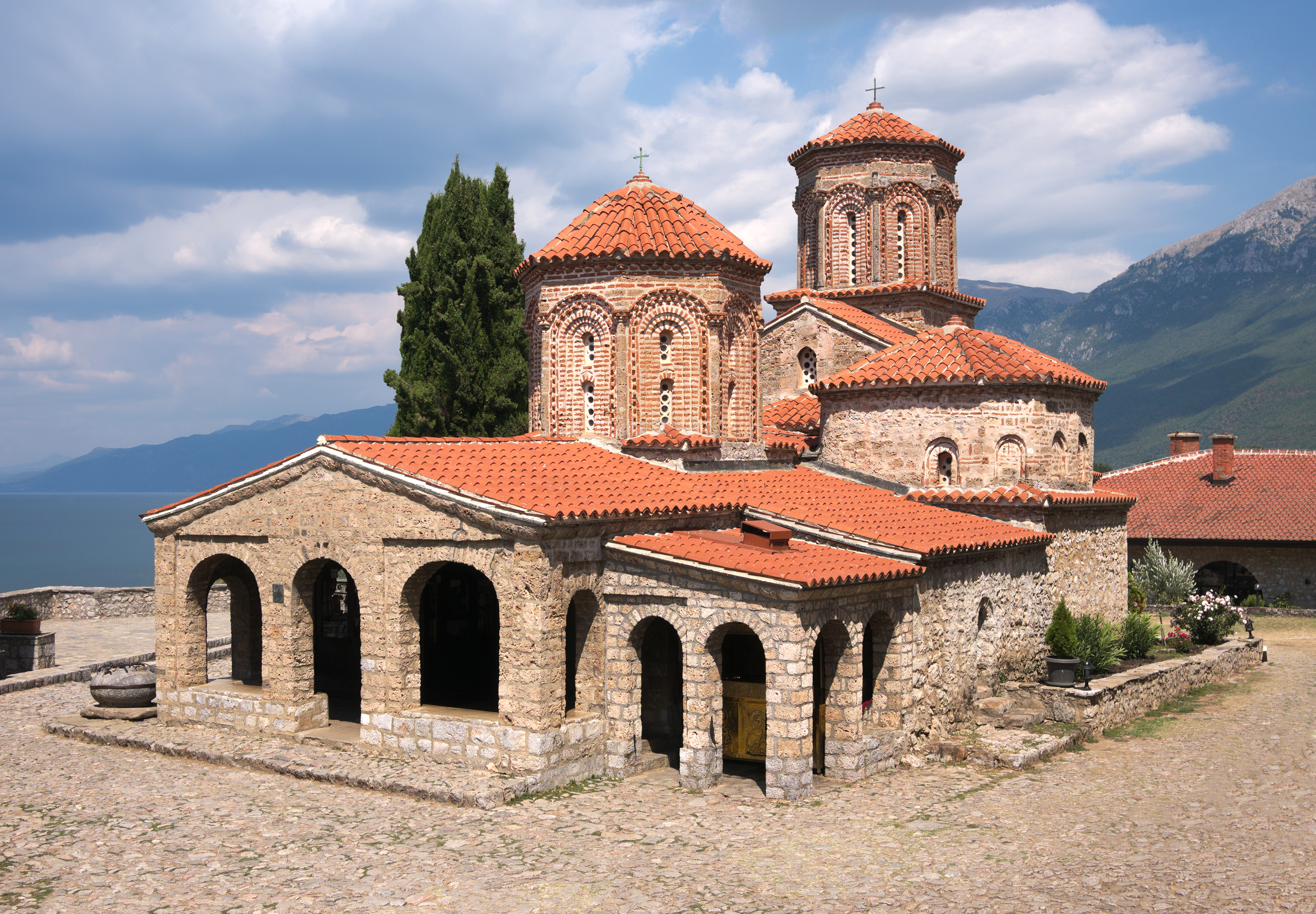
klášter svatého Nauma
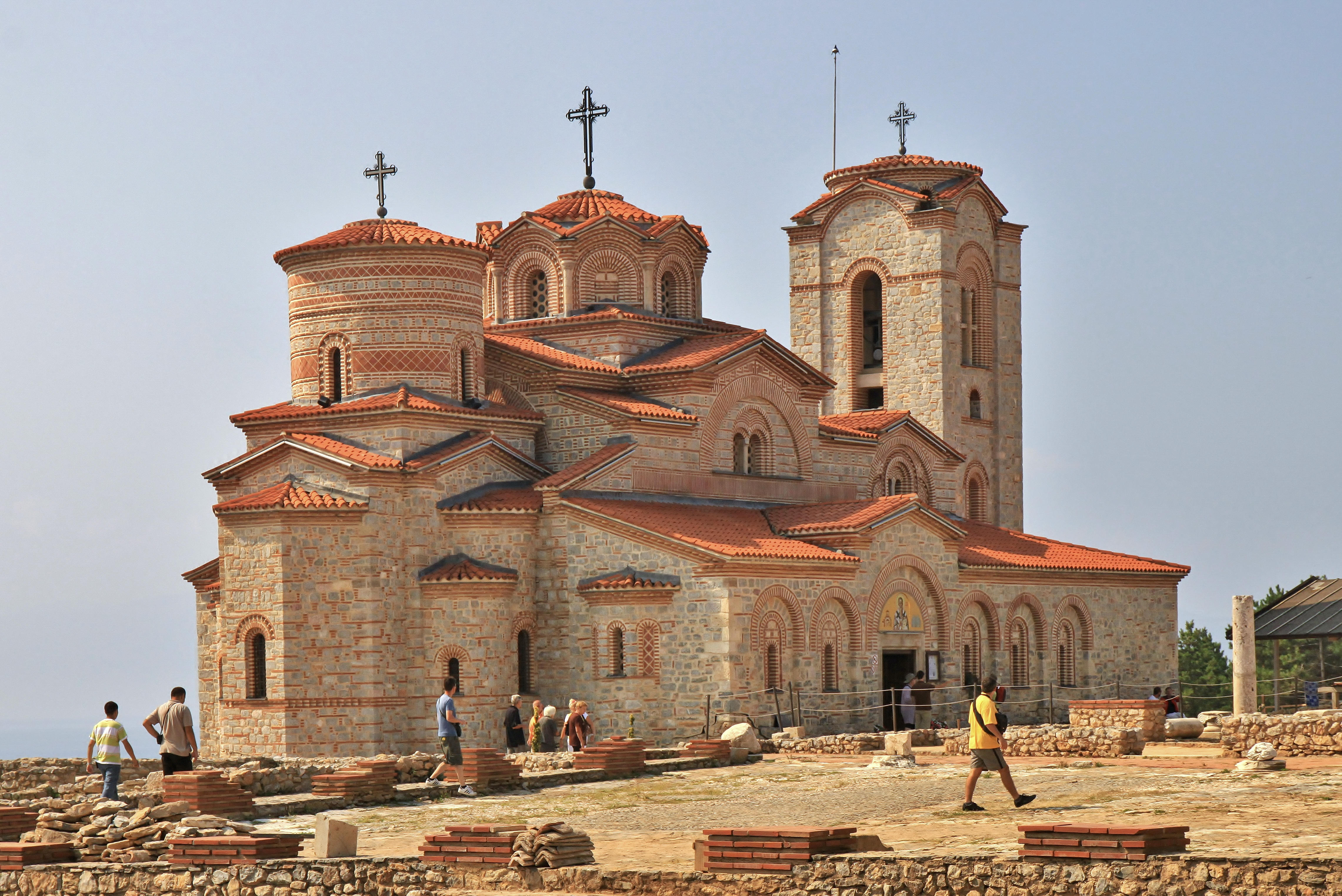
klášter svatého Klimenta a Pantelejmona
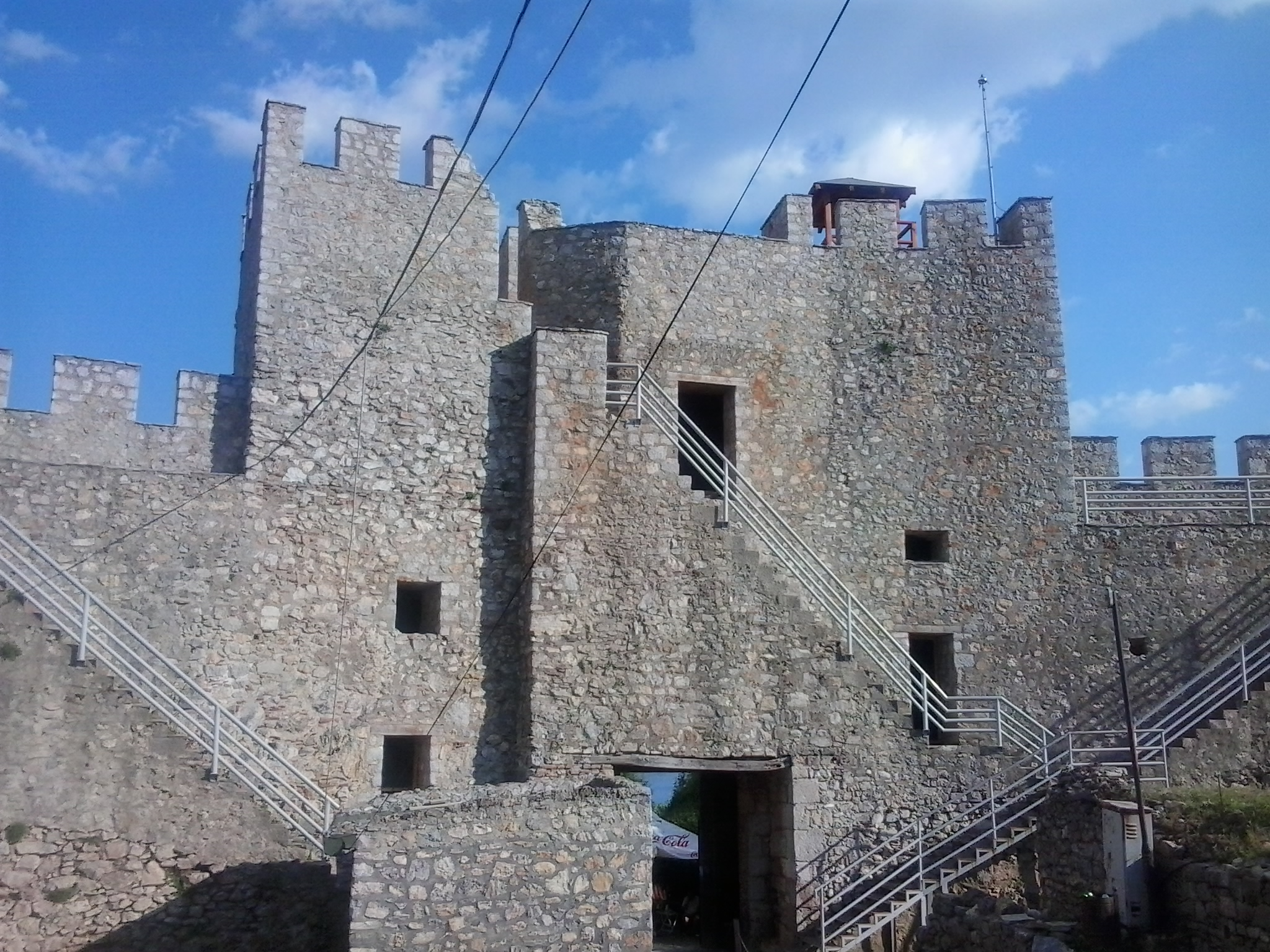
Samuelova pevnost
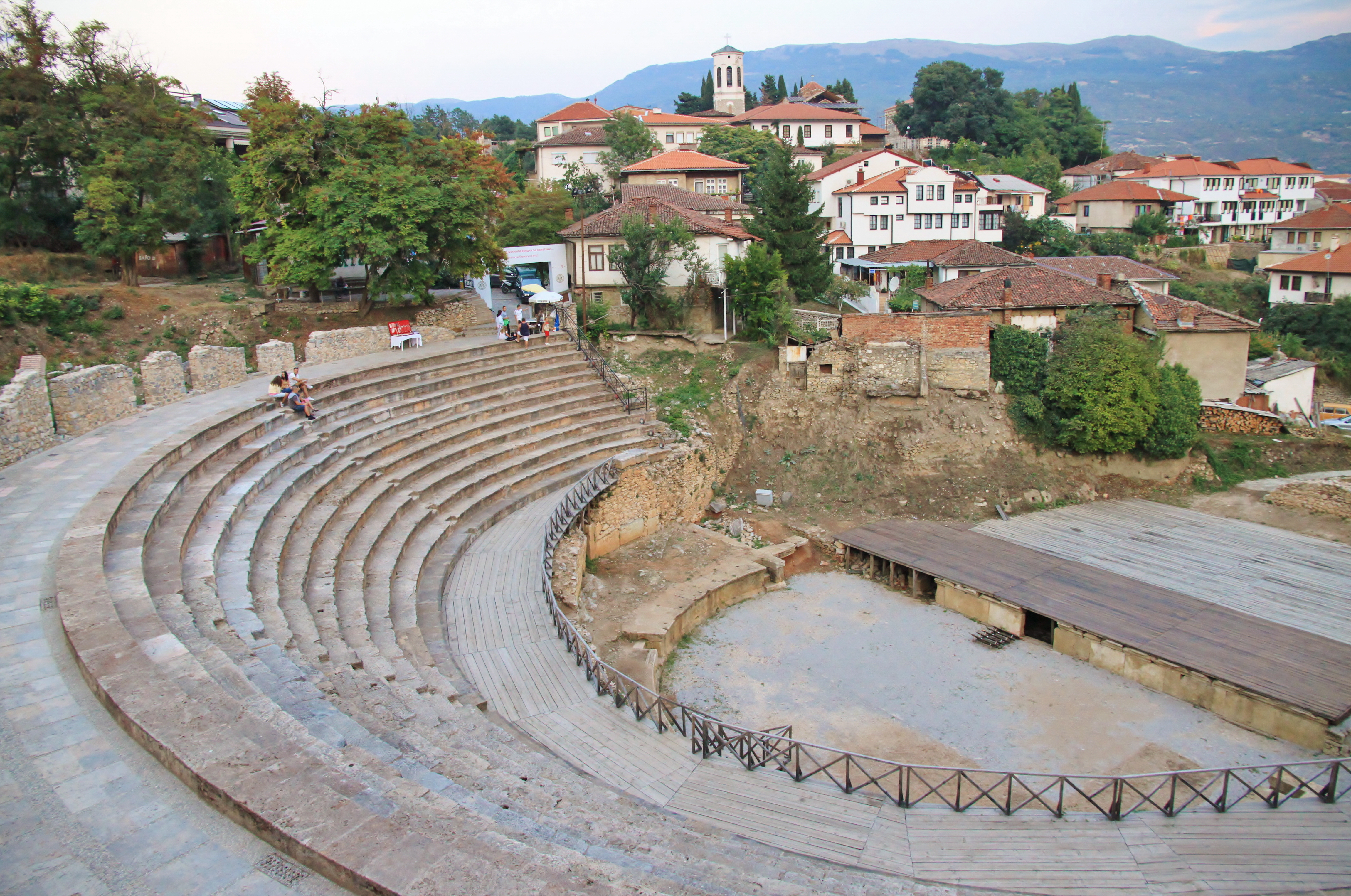
antické divadlo